# Alina Pușcău
Alina Pușcău (w muzyce jako Alina) (ur. 7 kwietnia 1982 w Bukareszcie) – rumuńska aktorka, modelka Victoria’s Secret oraz piosenkarka.
Pojawiła się na okładce czasopisma Playboy. W 2009 roku został wydany jej singel „When You Leave (Numa Numa)”, który jest aranżacją „Ma Ya Hi”, który jest angielską wersją „Dragostea din tei”. Do 2010 roku była w związku z amerykańskim reżyserem Brettem Ratneren, przed tym była z brytyjskim kierowcą Formuły 1, Eddim Irvinem, oraz amerykańskim aktorem Vinem Dieselem.

## Filmografia

### Jako aktorka
| Rok  | Tytuł                    | Rola                          |
| ---- | ------------------------ | ----------------------------- |
| 2001 | Płytki facet             | Pierwszy widz w nocnym klubie |
| 2011 | Conan Barbarzyńca 3D     | Lara                          |
| 2013 | Dracula: The Dark Prince | Camelia                       |
| 2014 | X/Y                      | Hanna                         |
| 2016 | Kroniki strażnika        | Marina                        |
| 2017 | Lycan                    | Anna                          |

## Dyskografia

### Albumy studyjne
| Rok  | Dane dot. albumu                                                                      |
| ---- | ------------------------------------------------------------------------------------- |
| 2009 | Everybody Wants Me - Wydany: 14 lipca 2009 - Wytwórnia: 101 Distribution - Format: CD |

### Single
| Rok  | Tytuł                        |
| ---- | ---------------------------- |
| 2008 | „When You Leave (Numa Numa)” |
| 2010 | „Red Light”                  |

### Teledyski
| Rok  | Tytuł                        | Reżyser                       |
| ---- | ---------------------------- | ----------------------------- |
| 2008 | „When You Leave (Numa Numa)” | Brett Ratner, Fatima Robinson |
| 2011 | „Red Light”                  | –                             |